# Diskografie Rogera Daltreyho
Toto je sólová diskografie britského rockového hudebníka Rogera Daltreyho. Pro jeho diskografii s The Who vizte Diskografie The Who.

## Alba

### Studiová alba
| 1973                                    | Daltrey                     | 6  | —  | —  | 45          |
| 1975                                    | Ride a Rock Horse           | 14 | —  | —  | 28          |
| 1977                                    | One of the Boys             | 45 | —  | —  | 46          |
| 1980                                    | McVicar                     | 39 | 44 | —  | 22          |
| 1984                                    | Parting Should Be Painless  | —  | —  | —  | 102 0 týdnů |
| 1985                                    | Under a Raging Moon         | 52 | —  | —  | 42 26 týdnů |
| 1987                                    | Can't Wait to See the Movie | —  | —  | 41 | —           |
| 1992                                    | Rocks in the Head           | —  | —  | —  | —           |
| "—" značí nahrávky, které se neumístily |                             |    |    |    |             |

### Živá alba
| Rok  | Název                                                  | UK | US |
| ---- | ------------------------------------------------------ | -- | -- |
| 1994 | A Celebration: The Music of Pete Townshend and The Who | —  | —  |

### Kompilace
| Rok  | Název                                       | UK | US  |
| ---- | ------------------------------------------- | -- | --- |
| 1981 | The Best of Roger Daltrey / Best Bits       | —  | 185 |
| 1992 | Best of Rockers & Ballads                   | —  | —   |
| 1997 | Martyrs & Madmen: The Best of Roger Daltrey | —  | —   |
| 1998 | Anthology                                   | —  | —   |
| 2005 | Moonlighting: The Anthology                 | —  | —   |

### Soundtracky
| Rok  | Album                       | Přínos |
| ---- | --------------------------- | --- |
| 1975 | Lisztomania                 | Daltrey spolupracoval s Rickem Wakemanem a dalšími na soundtracku k filmu Lisztomania. Napsal text k "Love's Dream", "Orpheus Song" a "Peace at Last" a zpíval v "Love's Dream", "Orpheus Song", "Funerailles" a "Peace at Last". |
| 1980 | McVicar                     | Nazpíval celý soundtrack, včetně "Bitter and Twisted", "Just a Dream Away", "White City Lights", "Free Me", "My Time Is Gonna Come", "Waiting for a Friend", "Without Your Love", and "McVicar".                                  |
| 1986 | Quicksilver                 | Nazpíval "Quicksilver Lightning". |
| 1987 | The Lost Boys               | Nazpíval "Don't Let The Sun Go Down On Me". |
| 1987 | The Secret of My Succe$s    | Nazpíval "The Price of Love". |
| 1990 | Mack the Knife'             | Nazpíval "Mack The Knife" a "Mack The Knife Reprise". |
| 1995 | The Wizard of Oz In Concert | S Tin Woodman nahrál skladbu "If I Only Had A Heart". Také nazpíval doprovodné vokály v ostatních skladbách. |
| 1995 | The Hunting of the Snark    | Spolupracoval s Artem Garfunkelem, Julianem Lennonem, Cliffem Richardem a dalšími. |
| 1999 | British Rock Symphony       | Daltrey zpívá s Ann Wilson ve skladbě "Kashmir" od Led Zeppelin ve skladbě "Let It Be" od The Beatles se Simonem Townshendem |
| 2000 | Best                        | Nazpíval "The House of the Rising Sun". |
| 2002 | The Banger Sisters          | Daltrey napsal text k "Child of Mine", kterou také nazpíval. |

## Singly
| Rok  | Název | Album                                                                                       |
| ---- | --- | ------------------------------------------------------------------------------------------- |
| 1973 | "Giving It All Away"                                                                                        | Daltrey                                                                                     |
| 1973 | "I'm Free"                                                                                                  | Tommy: Performed by London Symphony Orchestra & Chambre Choir                               |
| 1973 | "Thinking"                                                                                                  | Daltrey                                                                                     |
| 1973 | "It's a Hard Life"                                                                                          | Daltrey                                                                                     |
| 1973 | "One Man Band"                                                                                              | Daltrey                                                                                     |
| 1975 | "(Come and) Get Your Love"                                                                                  | Ride a Rock Horse                                                                           |
| 1975 | "Walking the Dog"                                                                                           | Ride a Rock Horse                                                                           |
| 1975 | "Oceans Away"                                                                                               | Ride a Rock Horse                                                                           |
| 1975 | "Love's Dream"                                                                                              | Lisztomania (soundtrack)                                                                    |
| 1975 | "Peace At Last" [pouze v Japonsku]                                                                          | Lisztomania (soundtrack)                                                                    |
| 1977 | "Written on the Wind"                                                                                       | One Of The Boys                                                                             |
| 1977 | "Avenging Annie"                                                                                            | One Of The Boys                                                                             |
| 1977 | "One of the Boys"                                                                                           | One Of The Boys                                                                             |
| 1977 | "Say It Ain't So, Joe"                                                                                      | One Of The Boys                                                                             |
| 1978 | "Leon" | One Of The Boys                                                                             |
| 1980 | "Free Me"                                                                                                   | McVicar                                                                                     |
| 1980 | "Without Your Love"                                                                                         | McVicar                                                                                     |
| 1980 | "Bitter and Twisted"                                                                                        | McVicar                                                                                     |
| 1980 | "Waiting for a Friend" [pouze promo]                                                                        | McVicar                                                                                     |
| 1981 | "White City Lights"                                                                                         | McVicar                                                                                     |
| 1982 | "Martyrs and Madmen"                                                                                        | Best Bits                                                                                   |
| 1982 | "Treachery" [Spain-only]                                                                                    | Best Bits                                                                                   |
| 1982 | "Say It Ain't So, Joe" [promo/znovu vydaný]                                                                 | Best Bits                                                                                   |
| 1984 | "Walking in My Sleep"                                                                                       | Parting Should Be Painless                                                                  |
| 1984 | "Parting Should Be Painless"                                                                                | Parting Should Be Painless                                                                  |
| 1984 | "Would A Stranger Do"                                                                                       | Parting Should Be Painless                                                                  |
| 1985 | "After The Fire"                                                                                            | Under a Raging Moon                                                                         |
| 1985 | "Let Me Down Easy"                                                                                          | Under a Raging Moon                                                                         |
| 1986 | "Under a Raging Moon"                                                                                       | Under a Raging Moon                                                                         |
| 1986 | "The Pride You Hide"                                                                                        | Under a Raging Moon                                                                         |
| 1986 | "Move Better in the Night" [pouze promo]                                                                    | Under a Raging Moon                                                                         |
| 1986 | "Quicksilver Lightning"                                                                                     | Quicksilver (soundtrack)                                                                    |
| 1987 | "Don't Let the Sun Go Down on Me"                                                                           | The Lost Boys (soundtrack)                                                                  |
| 1987 | "Hearts of Fire"                                                                                            | Can't Wait To See The Movie                                                                 |
| 1987 | "Take Me Home"                                                                                              | Can't Wait To See The Movie                                                                 |
| 1991 | "Rock and Roll" (McEnroe & Cash s The Full Metal Rackets (feat Roger Daltrey)                               | pouze singl                                                                                 |
| 1992 | "Behind Blue Eyes" [pouze promo] (The Chieftains a Roger Daltrey)                                           | An Irish Evening\|An Irish Evening: Live at the Grand Opera House, Belfast (The Chieftains) |
| 1992 | "Days of Light"                                                                                             | Rocks in the Head                                                                           |
| 1994 | "Pinball Wizard"                                                                                            | A Celebration: The Music of Pete Townshend and The Who                                      |
| 1998 | "God Bless Us Everyone" [pouze promo] (Roger Daltrey a Boys Choir of Harlem zpívají výběr z Vánoční koledy) | pouze singl                                                                                 |
| 2002 | "Child of Mine" [pouze promo] (Roger Daltrey featuring GTomMac)                                             | The Banger Sisters (soundtrack)                                                             |
| 2005 | "My Generation" (Roger Daltrey & McFly)                                                                     | pouze singl                                                                                 |

### Kolaborace
| Rok  | Album                  | Contribution                                                                                   |
| ---- | ---------------------- | ---------------------------------------------------------------------------------------------- |
| 1985 | Bad Attitude           | Nazpíval duet s Meat Loaf ve skladbě "Bad Attitude"                                            |
| 1998 | Philharmania           | Nazpíval "The Boys of Summer" na albu Mikea Batta a Royal Philharmonic Orchestra.              |
| 2001 | Global a Go-Go         | Na albu Joe Strummera a The Mescaleros nazpíval ve skladbě "Global a Go-Go" doprovodné vokály. |
| 2003 | We've Come for You All | Na albu od skupiny Anthrax nazpíval ve skladbě "Taking the Music Back" doprovodné vokály.      |
| 2011 | Lys and Love           | Nazpíval duet s Laurentem Voulzym v jeho skladbě "Ma seule amour".                             |
| 2014 | Going Back Home        | s Wilko Johnsonem                                                                              |